# Football Club Crotone
Football Club Crotone é um clube de futebol italiano da cidade de Crotone, na Calábria. Atualmente, disputa a Série C do Campeonato Italiano.
Seus jogos como mandante acontecem no Ezio Scida, com capacidade para receber 16.547 torcedores. As cores oficiais do clube são azul-escuro e vermelho.

## História
A primeira equipe da Crotone, Milone Crotone , foi fundada em 1910 e participou de várias ligas menores, incluindo a Prima Divisione (que mais tarde seria conhecida como Série C ). Após a Segunda Guerra Mundial , um novo clube, Unione Sportiva Crotone substituiu o anterior, jogando sete temporadas na Série C.
Em 1963, o clube foi rebaixado para a Série D , mas retornou à terceira divisão no ano seguinte, permanecendo lá por quatorze temporadas consecutivas, perdendo a promoção em 1977 ao terminar em terceiro atrás de Bari e Paganese . Em 1978, após a reorganização da liga italiana de futebol, o Crotone foi relegado para a Serie C2 e no ano seguinte foi declarado falido . Um novo clube, a Associazione Sportiva Crotone , começou a competir novamente na Categoria Prima (oitava divisão).
Crotone foi promovido a Serie C2 em 1984-85, mas apenas por uma temporada. O nome da equipe foi mudado para Kroton Calcio , e o clube foi novamente promovido para C2 após a temporada 1986-87, onde jogou até 1991. Uma segunda falência levou à fundação do Football Club Crotone Calcio com Raffaele Vrenna como presidente, começando em o Promozione (7º nível). Crotone ganhou sucessivas promoções para Serie C2 e C1, vencendo nos play-offs contra Locri e Benevento , respectivamente.
Sob o comando de Antonello Cuccureddu , Crotone alcançou a Série B pela primeira vez em 2000, retornando ao segundo nível duas temporadas depois. Novamente na segunda divisão em 2004, após se desfazer de Viterbese no play-off de promoção, permaneceu na categoria até a temporada 2006-07 .
Depois de ser derrotado por Taranto nos play-offs de 2008, Crotone retornou à segunda divisão na temporada seguinte, derrotando Benevento .
A equipe foi promovida à primeira divisão italiana ( Serie A ), para a temporada 2016-17, pela primeira vez em sua história. [2] Eles terminaram em 17º, assegurando um lugar na próxima temporada da Série A , vencendo a Lazio por 3 a 1 na última rodada, derrubando o Empoli quando eles perderam o jogo contra o Palermo . A temporada seguinte Crotone não conseguiu evitar o rebaixamento após a sua derrota contra Napoli na última partida da Serie A campanha, retornando em Serie B depois de duas temporadas.

## Uniforme
- Uniforme titular: Camisa azul-escuro com listras vermelhas, calção azul-escuro e meias azul-escuro.
- Uniforme reserva: Camisa branca com listra dividida em azul e vermelho, calção branco e meias brancas.